# Ammocharis
Ammocharis, biljni rod iz porodice zvanikovki, dio je podtribusa Crininae. Postoji nekoliko vrsta (7) raširenih po Africi, sve su geofiti.

## Vrste
1. Ammocharis angolensis (Baker) Milne-Redh. & Schweick.
2. Ammocharis baumii (Harms) Milne-Redh. & Schweick.
3. Ammocharis coranica (Ker Gawl.) Herb.
4. Ammocharis deserticola Snijman & Kolberg
5. Ammocharis longifolia (L.) Herb.
6. Ammocharis nerinoides (Baker) Lehmiller
7. Ammocharis tinneana (Kotschy & Peyr.) Milne-Redh. & Schweick.